# Frantz Glénard
Frantz Claude Marie Glénard, född den 25 december 1848 i Lyon, död den 10 maj 1920 i Paris, var en fransk läkare.

## Biografi
Glénard blev medicine doktor 1878 på en avhandling om inflytandet av främmande kroppar på blodets koagulation utanför organismen. Sedan 1882 var han verksam som läkare i Vichy, men tillbringade vintrarna i Paris. Hans arbete Ptoses viscerales (1885) anses ha grundläggande betydelse för våra kunskaper om abnorma lägen av bukens inälvor ("Glénards sjukdom", visceroptosis). Även hans studier om leversjukdomar tillmäts stor vikt. Härvid bör beaktas, att Glénard aldrig hade något sjukhus till sitt förfogande och att han således gjorde sina viktiga rön uteslutande på polikliniska patienter.